# Симедіана

 Симедіана   :стор.100 — чевіана трикутника, промінь якої симетричний променю медіани щодо бісектриси внутрішнього кута, проведеної з тієї ж вершини. 
Тобто симедіана трикутника є відрізком, що ізогонально спряжений до його медіани.
Симедіана рівнобедреного трикутника, що проведена до його основи, збігається з його медіаною, бісектрисою та висотою.
Симедіана прямокутного трикутника, що проведена з вершини прямого кута на його гіпотенузу,  збігається з його висотою.  :стор.100

## Властивості
- Довжину симедіани можна обрахувати за формулою:[1] :стор.107

{\displaystyle AS={\frac {bc}{b^{2}+c^{2}}}\cdot {\sqrt {2(b^{2}+c^{2})-a^{2}}}}
де {\displaystyle a} — сторона трикутника, протилежна вершині {\displaystyle A}, на яку проведено симедіану;
{\displaystyle b\,;\,c} — сторони трикутника, що знаходяться обабіч симедіани.
- Відрізки, на які симедіана ділить протилежну сторону, пропорційні квадратам прилеглих сторін.[1] :стор.100 ; теорема
- Симедіана трикутника є геометричним місцем точок, для яких відстані до сторін трикутника пропорційні довжинам цих сторін.[1] :стор.101 ; теорема 85
- Симедіани трикутника перетинаються в одній точці, яка називається точкою Лемуана і позначається  K  або  L .[1] :стор.102 ; теорема 86
- Сума квадратів відстаней від точки на площині до сторін трикутника мінімальна, коли ця точка є точкою Лемуана.
- Відстані від точки Лемуана до сторін трикутника пропорційні довжинам сторін.
- Єдина точка, яка є центроїдом свого педального трикутника.
- Продовження симедіан проходять через відповідні вершини тангенціального трикутника.
- Антипаралелі трикутника діляться навпіл відповідними симедіанами.[1] :стор.104 ; теорема 88
- Антипаралелі, що проведені через точку основи симедіани, рівні. Більш того, антипаралелі, що проходять через довільну точку симедіани, також рівні.[1] :стор.105 ; теорема 91

Антипаралелі, що проходять через точку Лемуана (точку перетину симедіан), рівні і в точці перетину діляться навпіл.

Дотичні до описаного кола трикутника в двох його вершинах, перетинаються на симедіані, проведеної з третьої вершини.

## Зовнішні симедіани трикутника
Відрізок дотичної до описаного кола трикутника, що проведена в його вершині до її точки перетину з протилежною стороною трикутника, називають зовнішньою симедіаною трикутника.
Її довжину можна обрахувати за формулою:  :стор.113, 114
{\displaystyle AD={\frac {abc}{b^{2}-c^{2}}}}